# Унтерварт
Унтерварт (нім. Unterwart) — громада округу Оберварт у землі Бургенланд, Австрія.
Унтерварт лежить на висоті  306 м над рівнем моря і займає площу  20,2 км². Громада налічує 902 мешканців. 
Густота населення 45/км².  
|                                    |
| Унтерварт на мапі округу та землі. |

 Адреса управління громади:  7501 Unterwart. 

## Демографія
Історична динаміка населення міста за даними сайту Statistik Austria

## Виноски
1. ↑  Dauersiedlungsraum der Gemeinden Politischen Bezirke und Bundesländer - Gebietsstand 1.1.2018 — Статистичне управління Австрії.
2. ↑  Einwohnerzahl 1.1.2018 nach Gemeinden mit Status, Gebietsstand 1.1.2018 — Статистичне управління Австрії.
3. ↑   www.unterwart.at
4. ↑  Gemeindedaten von Unterwart

| Австрія | Це незавершена стаття з географії Австрії. Ви можете допомогти проєкту, виправивши або дописавши її. |